# Mètode d'interpolació

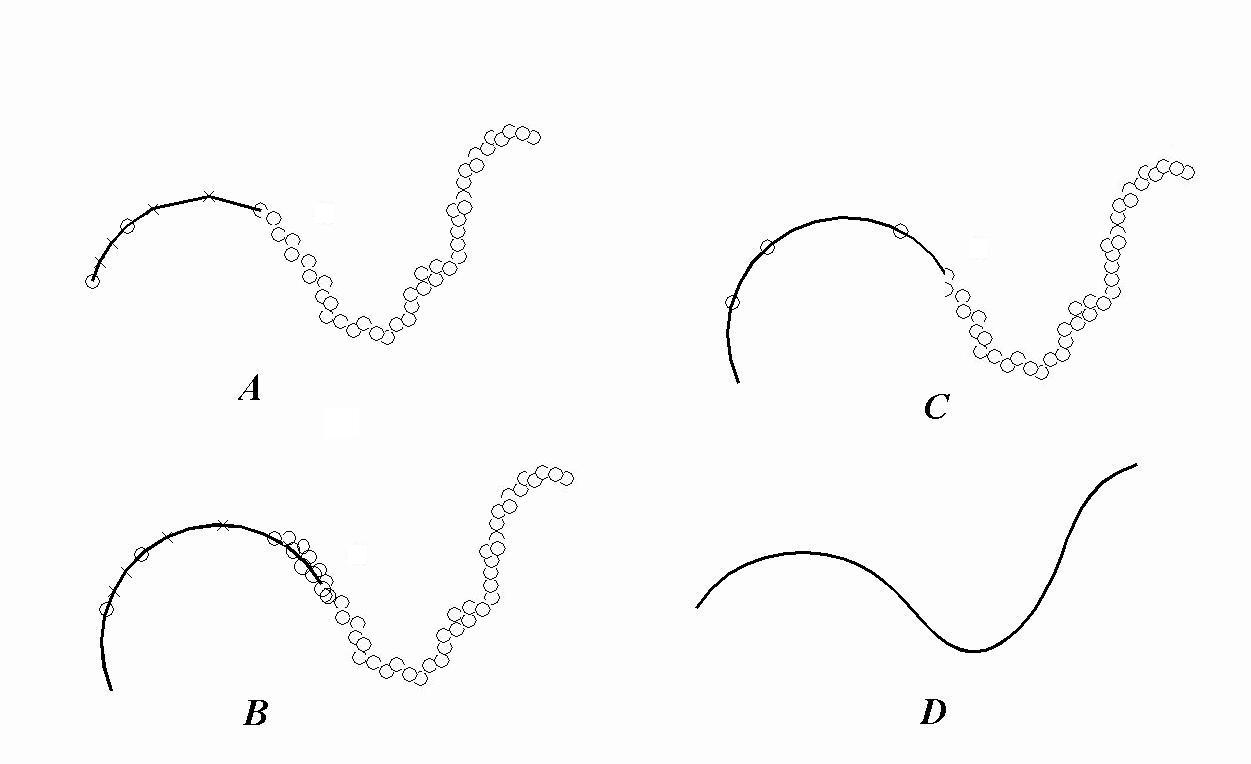
Exemple d'aplicació del mètode d'interpolació sobre la creació d'una recta.

El mètode d'interpolació és un mètode científic lògic que consisteix a determinar cadascuna de les variables en les formes en les quals que es poden reproduir i com afecten al resultat. Però no només basant-se en la seua relació estadística sinó també en la seua causalitat. Açò constitueix les regles que s'utilitzen per a arribar a una nova conclusió, sempre de forma aproximada. És a dir, es considera totes les situacions possibles i les seues repercussions i les interpolem a la nova situació per analogia o inducció.
Utilitzat per a cercar la solució a un problema (lògica) o d'ensenyar la mateixa (pedagogia), ho converteix en una eina molt utilitzada en el marc professional i d'ensenyament. Aquesta via no exclou necessàriament la del mètode d'extrapolació i molt menys poden considerar-se com úniques.
En pedagogia ve associat al mètode global per a l'aprenentatge. Per exemple, per a ensenyar la lectura, les lletres només es poden entendre en els seus contextos (les paraules), les paraules només poden entendre's en els seus contextos (les frases), etc. Igualment, en l'ensenyament del kata aquest s'ensenya en etapes, es comença l'aprenentatge amb kates relativament menys complexos per a després anar incrementant la complexitat de les tècniques i la velocitat d'execució.